# ژوردن لوواسور
ژوردن لوواسور (فرانسوی: Jordan Levasseur‎؛ زادهٔ ۲۹ مهٔ ۱۹۹۵ ‏(۲۹ سال)) دوچرخه‌سوار اهل فرانسه است.
از باشگاه‌هایی که در آن رکاب زده‌است می‌توان به تیم دوچرخه‌سواری آرمی دو تر اشاره کرد.